# Messier 105
Messier 105 (znana również jako M105, NGC 3379) – galaktyka eliptyczna w gwiazdozbiorze Lwa. Odkrył ją Pierre Méchain 24 marca 1781 roku i opisał w liście do Charles’a Messiera z 6 maja tego roku. Galaktyka ta należy do grupy galaktyk Lew I.

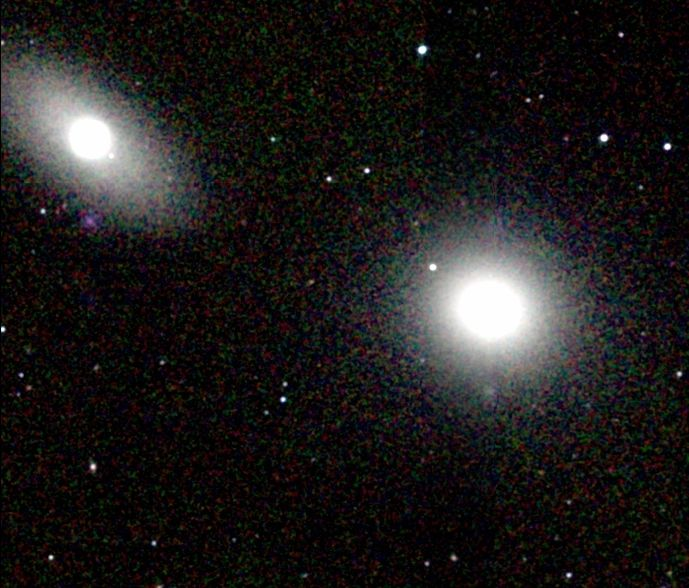
Galaktyki M105 (z prawej) i NGC 3371

M105 nie znalazła się w opublikowanej wersji katalogu Messiera, została dodana w 1947 roku przez Helen Sawyer Hogg razem z M106 i M107. William Herschel zaobserwował M105 11 marca 1784 roku i dodał do swojego katalogu jako H I.17.
M105 jest oddalona od Ziemi o około 37 mln lat świetlnych. Jasność obserwowana M105 to +9,3m. Jest to galaktyka z aktywnym jądrem typu LINER.
W 1997 roku odkryto w galaktyce Messier 105 supermasywną czarną dziurę o masie około 50 milionów mas Słońca.